# Головні герої серіалу «Доктор Хаус»

## Ролі і актори першого плану
В перших трьох сезонах членами команди були Форман, Кемерон і Чейз. В кінці третього сезону Форман і Кемерон звільняються, а Чейза звільняє сам Хаус. На початку четвертого сезону Хаус наймає сорок докторів, список який скорочується до Тауба, Картнера і Тринадцятої (епізод "Ігри"). Чейз і Кемерон до сих пір працюють в лікарні Принстон-Плейнзборо. В епізоді "Ангели-охоронці", Кадді знову наймає Формана на роботу в команду Хауса.
| Персонаж                | Актор              | Посада | Галузь медицини                                |
| ----------------------- | ------------------ | --- | ---------------------------------------------- |
| Ґреґорі Хаус            | Г'ю Лорі           | - Керівник відділу діагностичної медицини | - Інфекційні захворювання - Нефрологія         |
| Ліза Кадді              | Ліза Едельштейн    | - Керівник лікарні Принстон-Плейнзборо (Сезони 1—7) - Головний лікар Принстон-Плейнзборо (Сезони 1—7) - Член Правління лікарні Принстон-Плейнзборо (Сезони 1—7) - Член комітету по трансплантації органів (Сезони 1—7)                                     | - Ендокринологія                               |
| Джеймс Вілсон           | Роберт Шон Леонард | - Керівник відділу онкології - Член Правління лікарні Принстон-Плейнзборо - Член комітету по трансплантації органів | - Онкологія                                    |
| Ерік Форман             | Омар Еппс          | - Лікар, відділ діагностичної медицини (Сезони 1—3; Сезон 4 епізод 4-16) - Керівник відділу діагностичної медицини в Госпіталі Мерсі (Сезон 4 епізоди 1-3) - Керівник лікарні Принстон-Плейнзборо (Сезон 8) - Головний лікар Принстон-Плейнзборо (Сезон 8) | - Неврологія                                   |
| Елісон Кемерон          | Дженніфер Моррісон | - Лікар, відділення діагностичної медицини (Сезони 1—3) - Лікар-ординатор, відділення екстреної медичної допомоги (Сезон 4) - Член бюджетного комітету - Заступник керівника лікарні (Сезон 5 епізод 13)                                                   | - Імунологія                                   |
| Роберт Чейз             | Джессі Спенсер     | - Лікар, відділення діагностичної медицини (Сезон 1—3) - Хірург (Сезон 4) | - Інтенсивна терапія                           |
| Кріс Тауб               | Пітер Джекобсон    | - Лікар, відділення діагностичної медицини (Сезон 4 епізоди 2—16) | - Пластична хірургія                           |
| Лоренс Катнер           | Кел Пенн           | - Лікар, відділення діагностичної медицини (Сезон 4 епізод 2 — Сезон 5 епізод 20) | - Спортивна медицина - Реабілітаційна медицина |
| Ремі Хадлі (Тринадцата) | Олівія Вайлд       | - Лікар, відділення діагностичної медицини (Сезон 4 Епізод 2—16) | - Медицина внутрішніх органів                  |
| Марта Мастерз           | Ембер Темблін      | - Лікар, відділення діагностичної медицини (з Сезон 7 Епізод 6) | - Студентка медвузу                            |
| Джессіка Адамс          | Одетт Юстман       | - Лікар, відділення діагностичної медицини (з Сезон 8 Епізод 3) | - Лікар                                        |
| Чі Парк                 | Шарлін Ї           | - Лікар, відділення діагностичної медицини (з Сезон 8 Епізод 2) | - Неврологія                                   |

## Ролі і актори другого плану
- Чі МакБрайд — Едвард Воглер, спонсор лікарні. Деякий час був членом Правління Госпіталю Принстон-Плейнсборо.
- Сіла Ворд — Стейсі Ворнер, колишня подружка Ґреґорі Хауса.
- Девід Морс — детектив Тріттер.
- Енн Дудек — Ембер Волакіс, одна із 40 лікарів на посаду спеціаліста в команду Хауса, дівчина Вілсона.
- Діана Бейкер — Блайс Хаус, мати Ґреґорі Хауса.
- Кароліна Видра — Домініка Петрова-Хаус — законна дружина Хауса (фіктивний шлюб).

## Запрошені зірки
- Кармен Електра — грає сама себе (Сезон 1 епізод 21 "Три історії")
- Дон Абернаті — сенатор
- Ґреґ Гранберг — Рональд Нюбергер

## Актори закадрового озвучення
Серіал українською не дублювали (див. статтю дублювання). Актори, які брали участь у закадровому озвученні українською мовою на замовлення телекомпанії СТБ.
Ролі озвучували: Юрій Гребельник (Ґреґорі Хаус), Юрій Ребрик (Роберт, Омар, Джессі, Пітер, Лоренс), Тетяна Зіновенко (Ліза, Дженніфер, Ремі, Марта, Джессіка); режисер озвучення — Луїза Попова. Сам переклад виконали штатні співробітники телеканалу СТБ.
Також 6, 7 та 8 сезони озвучила студія «Омікрон» на замовлення команди UA Team, серії з озвученням якої можна знайти в інтернеті, зокрема на їх офіційному сайті.